# لیگوری‌ها
قوم لیگور (ایتالیایی: Ligur، یونانی: Λίγυες) قومی باستانی ساکن بخشی از شمال باختری ایتالیا بودند.
نام استان لیگوریا در ایتالیا از نام همین قوم گرفته شده‌است. منطقه لیگوریا در دوران کهن از شمال ایتالیا تا جنوب کشور گال ادامه داشت.
در مورد تبار نژادی این قوم هنوز نظر مشخصی وجود ندارد. برخی آن‌ها را قومی پیشا-هندواروپایی می‌دانند که با ایبری‌ها هم‌تبار بودند. گروهی دیگر آن‌ها را شاخهٔ جدایی از هندواروپایی‌ها می‌دانند که با شاخهٔ ایتالیک و سلتی نزدیکی‌هایی داشته و گروهی دیگر آن‌ها را شاخه‌ای از خود سلت‌ها و ایتالیک‌ها گمان می‌زنند.
لیگورها به‌تدریج در گال‌ها حل شدند و فرهنگی سلتی-لیگوری پدید آوردند که مردمان این فرهنگ نیز بعدها در مردمان رومی جذب و حل شد.
امروزه جاینام‌های لیگوری در سیسیل، دره رون، جزیره کرس و ساردنی وجود دارد.